# العلاقات اليابانية الكوبية
العلاقات اليابانية الكوبية هي العلاقات الثنائية التي تجمع بين اليابان وكوبا.

## مقارنة بين البلدين
هذه مقارنة عامة ومرجعية للدولتين:
| وجه المقارنة                                              | اليابان         | كوبا                              |
| --------------------------------------------------------- | --------------- | --------------------------------- |
| المساحة (كم2)                                             | 377.97 ألف      | 109.88 ألف                        |
| عدد السكان (نسمة)                                         | 126.79 مليون    | 11.48 مليون                       |
| الكثافة السكانية (ن./كم²)                                 | 335.45          | 104.48                            |
| العاصمة                                                   | طوكيو           | هافانا                            |
| اللغة الرسمية                                             | اللغة اليابانية | اللغة الإسبانية                   |
| العملة                                                    | ين ياباني       | بيزو كوبي، بيزو كوبي قابل للتحويل |
| الناتج المحلي الإجمالي (بليون دولار)                      | 4.87 تريليون    | 87.13 مليار                       |
| الناتج المحلي الإجمالي (تعادل القوة الشرائية) بليون دولار | 5.18 تريليون    |                                   |
| الناتج المحلي الإجمالي الاسمي للفرد دولار أمريكي          | 34.52 ألف       |                                   |
| الناتج المحلي الإجمالي للفرد دولار أمريكي                 | 36.62 ألف       |                                   |
| مؤشر التنمية البشرية                                      | 0.903           | 0.769                             |
| رمز المكالمات الدولي                                      | +81             | +53                               |
| رمز الإنترنت                                              | .jp             | .cu                               |
| المنطقة الزمنية                                           | توقيت اليابان   | 00                                |

## منظمات دولية مشتركة
يشترك البلدان في عضوية مجموعة من المنظمات الدولية، منها:
| علم المنظمة | اسم المنظمة                   | تاريخ انضمام اليابان | تاريخ انضمام كوبا |
| ----------- | ----------------------------- | -------------------- | ----------------- |
|             | يونسكو                        | 2 يوليو 1951         | 29 أغسطس 1947     |
|             | منظمة حظر الأسلحة الكيميائية  | ?                    | ?                 |
|             | منظمة التجارة العالمية        | ?                    | ?                 |
|             | الاتحاد البريدي العالمي       | ?                    | ?                 |
|             | منظمة الشرطة الجنائية الدولية | ?                    | ?                 |
|             | الأمم المتحدة                 | 18 ديسمبر 1956       | 24 أكتوبر 1945    |
|             | الاتحاد الدولي للاتصالات      | 29 يناير 1879        | 16 يناير 1918     |
|             | المنظمة الهيدروغرافية الدولية | ?                    | ?                 |

## وصلات خارجية
- موقع وزارة الخارجية اليابانية
- موقع وزارة الخارجية الكوبية